# رافاييل مونيوث نونيز
رافاييل مونيوث نونيز (بالإسبانية: Rafael Muñoz Núñez)‏ هو كاهن كاثوليكي مكسيكي، ولد في 24 يناير 1925 في ميتشواكان في المكسيك، وتوفي في 19 فبراير 2010 في مدينة أغواسكاليينتس في المكسيك.